# Sałycha
Sałycha (ukr. Салиха, hist. pol. Salicha) – wieś na Ukrainie, w obwodzie kijowskim, w rejonie białocerkiewskim, w hromadzie Taraszcza. W 2001 liczyła 890 mieszkańców, spośród których 878 wskazało jako ojczysty język ukraiński, a 12 rosyjski.